# Kalāteh-ye Khīj
Kalāteh-ye Khīj (persiska: كَلاتِه خيج, كَلاتِه خُنج, كَلاتِۀ خيج, Kalāteh Khīj, کلاته خيج, Kalāteh Khonj, Kalāteh-i-Khīj) är en ort i Iran.   Den ligger i provinsen Semnan, i den norra delen av landet, 400 km öster om huvudstaden Teheran. Kalāteh-ye Khīj ligger 1 479 meter över havet och antalet invånare är 5 335.
Terrängen runt Kalāteh-ye Khīj är kuperad åt nordväst, men åt sydost är den platt.Runt Kalāteh-ye Khīj är det mycket glesbefolkat, med 5 invånare per kvadratkilometer. Kalāteh-ye Khīj är det största samhället i trakten. Omgivningarna runt Kalāteh-ye Khīj är i huvudsak ett öppet busklandskap.